# Ville Jalasto
Ville Jalasto, né le 19 avril 1986 à Espoo en Finlande est un footballeur international finlandais. Il évolue comme défenseur à l'HJK Helsinki.

## Palmarès
Aalesunds FK
- Coupe de Norvège
  - Vainqueur (2) : 2009, 2011

 HJK Helsinki
- Championnat de Finlande
  - Vainqueur (1) : 2017